# Lontano da Berlino
Lontano da Berlino è la trentacinquesima storia a fumetti di Valentina, celebre personaggio creato da Guido Crepax. La storia è ambientata in una casa di campagna a Castellina Marittima.

## Trama
Valentina è sola nella sua casa di campagna in Toscana, riflettendo sulla solitudine e ricordando il tempo passato lì con Effi. Si immagina Effi al suo fianco e, mentre fa il bagno in mare, sente una presenza. Nel frattempo, Effi, tornata dalle Galápagos, si trova a Berlino Ovest ed è sotto la costante osservazione di un cecchino.
Poco dopo, Valentina riceve la visita di un uomo misterioso, Vincenzo, con cui parla condividendo un'atmosfera enigmatica. Lui si offre di aiutarla con i lavori di casa e lei lo ospita per la notte. La mattina dopo lui riparte per Roma. La sera Vincenzo torna, rivelando di essere un regista e di averle fatto visita casualmente in cerca di ispirazione per un film. A questo punto, un tentativo di seduzione da parte di Valentina viene interpretato come mancanza di spontaneità, e i due si salutano.

## Personaggi

### Valentina Rosselli
In questa storia Valentina è in campagna da sola e sente la mancanza di Effi. La sua solitudine è interrotta improvvisamente dalla visita di uno sconosciuto.

### Vincenzo
Regista romano, ha in mente un film in cui una donna sola riceve la visita di uno sconosciuto. Per questo si presenta a casa di Valentina, curioso di scoprire come lei avrebbe reagito. Tornerà anni dopo nella storia Valentina movie, in cui riuscirà a realizzare il suo film.

## Pubblicazioni
- Corto Maltese marzo 1988[1]
- Milano Libri (Valentina - La gazza ladra) giugno 1992
- RCS (Volume 13) 2007
- Mondadori (Volume 24) 2015